# Trescleus
Trescléus (en francès Trescléoux) és un municipi francès situat al departament dels Alts Alps i a la regió de Provença – Alps – Costa Blava.

## Demografia
| 1901                                       | 1962 | 1968 | 1975 | 1982 | 1990 | 1999 | 2006 | 2015 |
| ------------------------------------------ | ---- | ---- | ---- | ---- | ---- | ---- | ---- | ---- |
| 515                                        | 300  | 239  | 225  | 244  | 263  | 275  | 314  | 318  |
| Des de 1962: població sense dobles comptes |      |      |      |      |      |      |      |      |

## Administració
| Període   | Identitat     | Partit        |
| --------- | ------------- | ------------- |
| 1977-2008 | Georges Mas   | PS            |
| 2008-2014 | Max Bonnet    | Divers gauche |
| 2014-     | Muriel Muller |               |